# Hospital Reina Juana
El Hospital Reina Juana (en búlgaro: болница „Царица Йоанна“) es un hospital universitario en Sofía, capital de Bulgaria. El nombre del centro viene en honor de Juana de Saboya, zarina de Bulgaria y esposa de Boris III. El hospital fue inaugurado en 1936 y cuenta con un total de 212 especialistas académicos y no académicos. El centro además cuenta con 24 clínicas y departamentos.